# Dirty Sanchez
Dirty Sanchez – program rozrywkowy, wyświetlany przez stację MTV, polegający na wykonywaniu przez ekipę programu różnych kaskaderskich wyczynów, które są często szczególnie niebezpieczne.

## Treść programu
Program, jak mówią autorzy, ma pokazać widzom jak wygląda życie na granicy ryzyka. Formą, show zbliżony jest do popularnego programu Jackass, jednak Dirty Sanchez jest dużo bardziej ekstremalny. Stacja MTV emitowała także Dirty Sanchez 2 : "Chłopacy przy pracy", który pokazywał różne zawody m.in.: Budowlaniec, Fryzjer itp. w bardzo ekstremalny sposób. MTV także emituje Dirty Sanchez 3. Niedawno ekipa Dirty Sancheza wystąpiła w rajdzie Gumball3000. Obecnie ekipa Sancheza reklamuje Nike Total90 jeżdżąc do posiadłości znanych piłkarzy (Florenta Maloudy, Wayne’a Rooneya, Torstena Fringsa oraz Gennaro Gattuso) również nie odstając przy tym od ekstremalnych, a zarazem zabawnych popisów. Na MTV pokazała się również część czwarta – "Dirty Sanchez 4 za kulisami siedmiu grzechów". W tej części ekipa wyruszyła w podróż dookoła świata popełniając siedem grzechów głównych.

## Ekipa Dirty Sanchez
- Pritchard – Matthew Pritchard
- Dainton – Lee Dainton
- Pancho – Michael "Pancho" Locke
- Joice – Dan Joyce